# Parròquia de Daugmales
La Parròquia de Daugmales (en letó: Daugmales pagasts) és una unitat administrativa del municipi de Ķekava, Letònia, al marge esquerre del riu Daugava. Abans de la reforma territorial administrativa de l'any 2009 pertanyia al raion de Riga.

## Pobles, viles i assentaments
- Daugmale